# 小飛島
小飛島（こびしま）は、岡山県笠岡市の笠岡諸島に属する、面積0.3km2（笠岡諸島最小）、周囲2.8km、最高点81mの島である。

## 概要
笠岡港より南約17.5kmの瀬戸内海国立公園笠岡諸島にあり、大飛島の東、白石島の南に位置する。
島内に医療施設は存在せず、診療所は大飛島に依存している状況である。

## 交通
三洋汽船 笠岡港（住吉）→大飛島→小飛島（45分）